# Campeonato Francés de Fútbol (USFSA) 1906
El Campeonato Francés de Fútbol 1906 fue la 13.ª edición de dicho campeonato, organizado por la USFSA (Union des Sociétés Françaises de Sports Athlétiques). El campeón fue el RC Roubaix.

## Torneo

### Primera ronda
- Stade Universitaire Caennais - US Le Mans (forfeit de Le Mans)
- US Cognaçaise - Stade Bordelais UC

### Segunda ronda
- Stade Rémois 3-1 Stade Lorrain
- Stade Bordelais UC 1-5 Stade Olympique des Étudiants Toulousains
- Stade Universitaire Caennais 2-1 Stade Rennais
- Lyon Olympique 2-2 Olympique de Marsella
- Olympique de Marsella - Lyon Olympique  (forfeit del Lyon en el desempate)
- Amiens AC - Stade ardennais (forfeit del Stade)

### Cuartos de final
- Stade Rémois 4-1 Amiens AC
- RC Roubaix 6-2 Le Havre AC
- Stade Olympique des Étudiants Toulousains 4-1 Olympique de Marsella
- Stade Universitaire Caennais 0-8 CA Paris

### Semifinales
- Stade Olympique des Étudiants Toulousains 1-2 CA Paris
- RC Roubaix 7-0 Stade Rémois

### Final
- RC Roubaix 4-1 CA Paris